# کارکس پتاساتا
کارکس پتاساتا (نام علمی: Carex petasata) نام یک گونه از سرده جگن است.